# Nanos semicribrosus
Nanos semicribrosus là một loài bọ cánh cứng trong họ Bọ hung (Scarabaeidae).